# Olbramovice (Boêmia Central)
Olbramovice é uma comuna checa localizada na região da Boêmia Central, distrito de Benešov.